# جاکومو کوالیاتا
جاکومو کوالیاتا (انگلیسی: Giacomo Quagliata؛ زادهٔ ۱۹ فوریهٔ ۲۰۰۰) بازیکن فوتبال اهل ایتالیا است.
وی همچنین در تیم ملی فوتبال زیر ۲۱ سال ایتالیا بازی کرده‌است.